# Veneración de santos

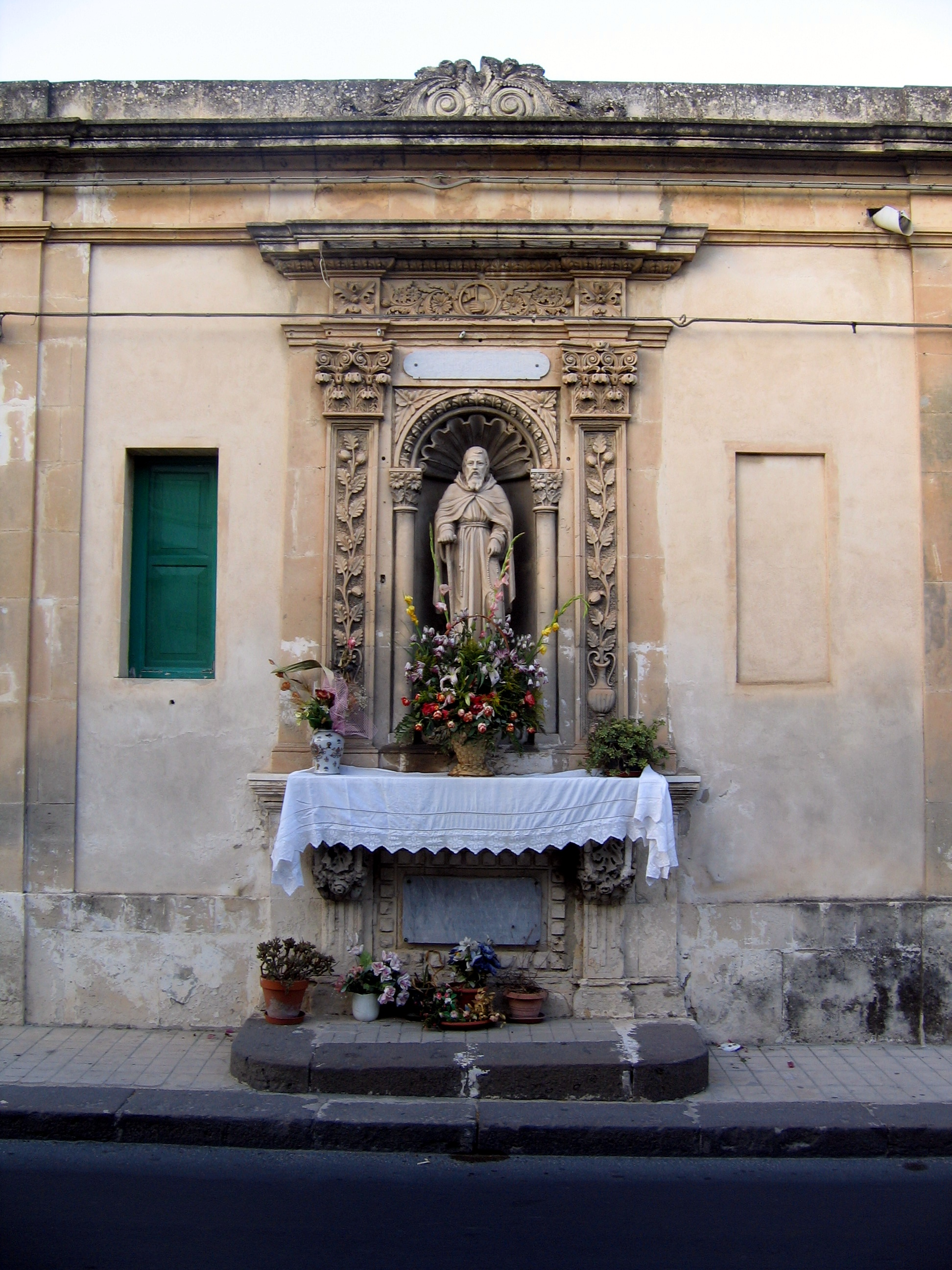
Altar de San Conrado de Piacenza en Noto, Italia.

La veneración de santos es una práctica de la Iglesia católica, la Iglesia ortodoxa y demás Iglesias orientales en la cual se honra a algunas personas muy cercanas y entregadas a Dios, las cuales —hayan sido llevadas al cielo (como el profeta Elías, Enoc o María) o se considere que hayan muerto en gracia— son reconocidas como santas por medio de un proceso llamado canonización, que varía en cada Iglesia. Las imágenes de estos santos se exponen en distintas iglesias para mostrar a los fieles cómo eran y para que se siga su ejemplo de "llevar la vida de Jesús a tu época".
El acto de veneración de santos también se practica en otras religiones tales como el judaísmo, el hinduismo, el islam, el budismo, y el jainismo.

## En las distintas religiones

### Cristianismo
En el ámbito de la teología de las Iglesias católica y ortodoxa, la veneración de los santos, ángeles, reliquias e íconos (llamada dulía y proskynesis) es distinta de la adoración que está reservado solo para Dios (llamada latría). La teología católica también incluye el término hiperdulía para el tipo de veneración específicamente ofrecida a la Virgen María, la madre de Jesús. Esta distinción se aclara en las conclusiones dogmáticas del VII Concilio Ecuménico (año 787), que también decretó que la iconoclasia (prohibición de los iconos y su veneración) es una herejía que equivale a la negación de la encarnación de Jesucristo. La veneración se puede mostrar externamente con una reverencia respetuosa o haciendo la señal de la cruz frente al ícono o imagen de un santo o sus reliquias o estatua. Estos objetos también se besan a menudo. Según el mariólogo estadounidense Mark Miravalle, la veneración de los santos y la adoración de Dios se remontan e históricamente han sido rastreados a dos modos de la misma alabanza y culto divino.
En la liturgia de la Iglesia ortodoxa siriana, la Avemaría es la oración que presenta al Padrenuestro y se pronuncia antes de que el sacerdote celebrante entre por la verja del altar mayor. En el rito de santificación de los altares, el nombre de la Virgen María se menciona en primer lugar entre los nombres de todos los demás santos invocados.
En la Iglesia católica existen muchas formas diferentes de veneración a los santos; tales como la peregrinación a una tumba; como las de San Pedro (Vaticano), San Antonio de Padua (Italia), Santiago de Compostela (España), o el Santo Sepulcro (Israel/Palestina). También se suele peregrinar a lugares asociados a la vida de un santo; la Cueva del Santo Hermano Pedro (España), la Gruta del Apocalipsis (Grecia) o la Iglesia de Santa Tecla (Turquía). Veneración de imágenes y reliquias; Señor de los Milagros (Perú), la Virgen de Guadalupe y San Judas Tadeo (México), Santa diestra (Hungría), Relicario de los Tres Reyes Magos (Alemania), etc.
En las iglesias protestantes, a veces se considera que la veneración equivale a la herejía de la idolatría, y la práctica relacionada de la canonización equivale a la herejía de la apoteosis. La teología protestante generalmente niega que se pueda hacer una distinción real entre veneración y adoración, y afirma que la práctica de la veneración distrae al alma cristiana de su verdadero objeto, la adoración de Dios. La veneración es, por lo tanto, considerada un tipo de blasfemia por Martín Lutero y algunos protestantes. Sin embargo, algunas corrientes protestantes, particularmente el anglicanismo, permiten la veneración de los santos de manera similar al catolicismo.
La Iglesia católica considera la veneración a los santos como una práctica que tiene base en la Biblia, entre otros ejemplos se citan:
Ningún santo está muerto, todos están vivos en el cielo: 

¿No habéis leído aquellas palabras de Dios cuando os dice: Yo soy el Dios de Abraham, el Dios de Isaac y el Dios de Jacob? No es un Dios de muertos, sino de vivos.
Mateo 22, 31-32.

Los santos del cielo reciben las oraciones de los que están en la tierra y pueden presentarlas ante Dios: 

Y cuando hubo tomado el libro, los cuatro seres vivientes y los veinticuatro ancianos se postraron delante del Cordero; todos tenían arpas, y copas de oro llenas de incienso, que son las oraciones de los santos.
Ap 5,8.

Los apóstoles intercedieron para lograr sanaciones en la gente común: 

Había un hombre, tullido desde su nacimiento, al que llevaban y ponían todos los días junto a la puerta del Templo llamada Hermosa para que pidiera limosna a los que entraban en el Templo. Este, al ver a Pedro y a Juan que iban a entrar en el Templo, les pidió una limosna. Pedro fijó en él la mirada juntamente con Juan, y le dijo: «Míranos». El les miraba con fijeza esperando recibir algo de ellos. Pedro le dijo: «No tengo plata ni oro; pero lo que tengo, te doy: en nombre de Jesucristo, el Nazareno, ponte a andar». Y tomándole de la mano derecha le levantó. Al instante cobraron fuerza sus pies y tobillos, y de un salto se puso en pie y andaba. Entró con ellos en el Templo andando, saltando y alabando a Dios”.
Hech 3,1-8.

San Pablo de Tarso oró por un tullido, no lo mandó a que le pidiera directamente a Jesús: 

Había allí, sentado, un hombre tullido de pies, cojo de nacimiento y que nunca había andado. Este escuchaba a Pablo que hablaba. Pablo fijó en él su mirada y viendo que tenía fe para ser curado, le dijo con fuerte voz: «Ponte derecho sobre tus pies». Y él dio un salto y se puso a caminar.
Hech 14,8-10

### Islam

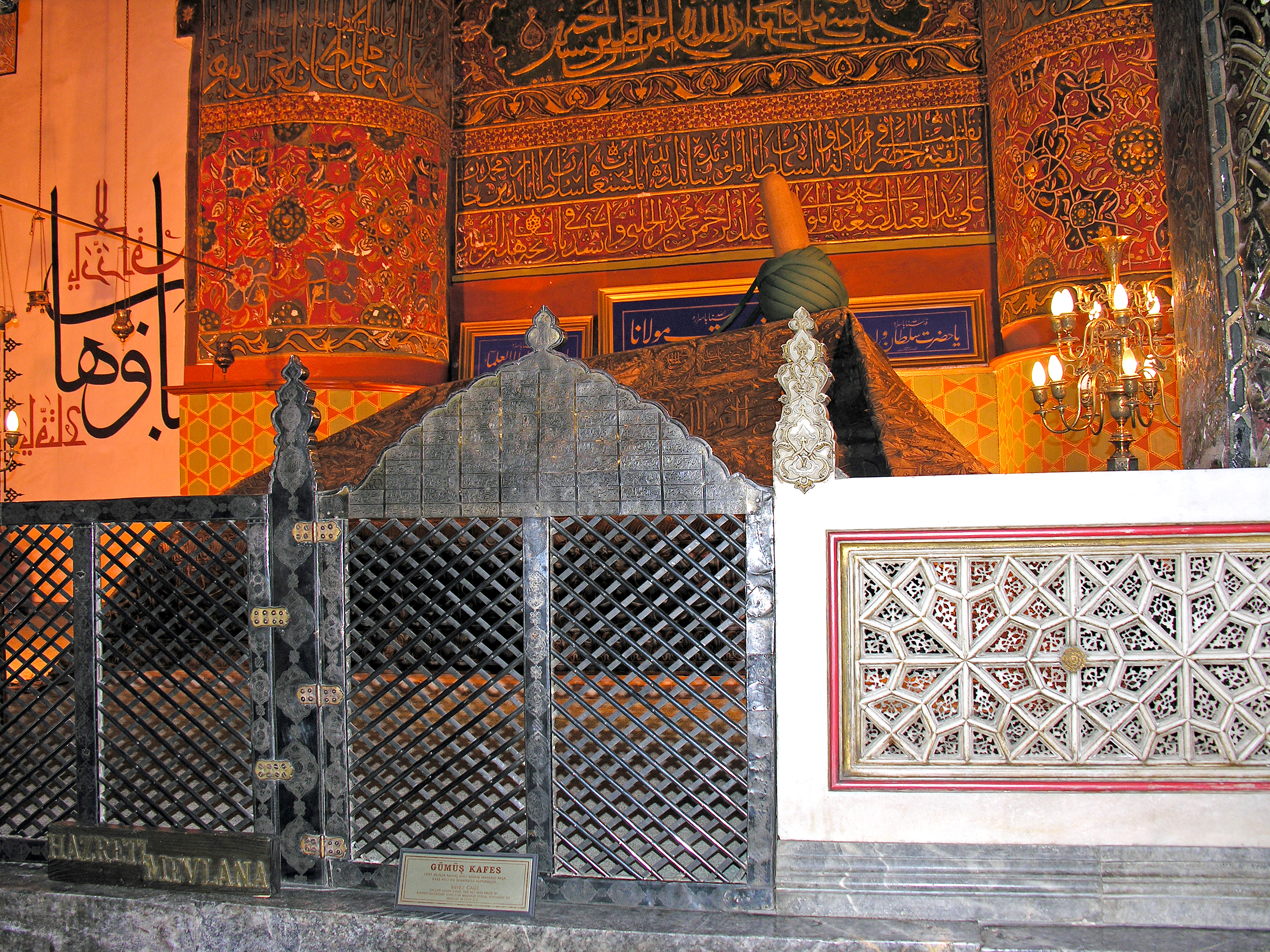
Tumba de Yalal ad-Din Muhammad Rumi en Konya, Turquía.

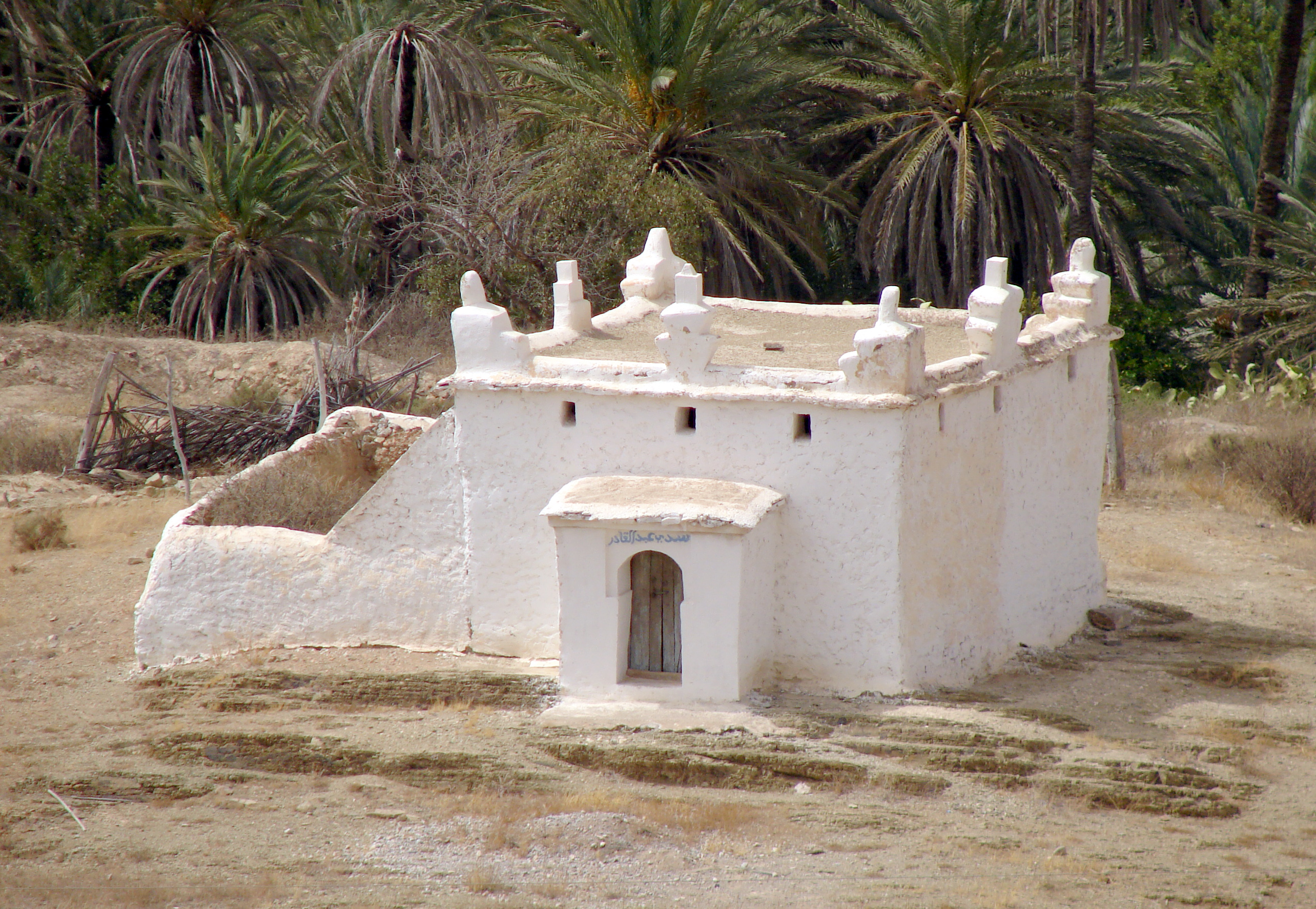
Tumba de un morabito (santón), Marruecos meridional.

En el Islam, la veneración de los santos es practicada por muchos de los seguidores del Islam sunita tradicional (los sufíes sunitas, por ejemplo) y el Islam chiita, y en muchas partes de lugares como Turquía, Egipto, el sur de Asia y el sudeste asiático. Otras sectas, como los salafistas o wahabistas, aborrecen esta práctica.
El Islam ha tenido una rica historia de veneración de los santos (a menudo llamados wali, que literalmente significan "amigos de Dios"), que ha disminuido en algunas partes del mundo islámico en el siglo XX debido a la influencia de los varias corrientes del salafismo. En el Islam sunita, la veneración de los santos se convirtió en una forma muy común de celebración religiosa desde el principio, y los santos llegaron a ser definidos en el siglo VIII como un grupo de "personas especiales elegidas por Dios y dotadas de dones excepcionales, como como la capacidad de hacer milagros". Los eruditos sunitas clásicos llegaron a reconocer y honrar a estos individuos como personas venerables que eran "amadas por Dios y desarrollaron una estrecha relación de amor con Él". "La creencia en los milagros de los santos (karāmāt al-awliyāʾ)... [se convirtió en un] requisito en el Islam sunita [durante el período clásico]", e incluso los críticos medievales de la práctica ubicua de la visita a las tumbas como Ibn Taymiyyah declararon enfáticamente: "Los milagros de los santos son absolutamente verdaderos y correctos, y reconocidos por todos los eruditos musulmanes. El Corán lo ha señalado en diferentes lugares, y los dichos del Profeta lo han mencionado, y cualquiera que niegue el poder milagroso de los santos es un innovador o un seguidor de innovadores". La gran mayoría de los santos venerados en el mundo sunita clásico eran los sufíes, que eran todos místicos sunitas que pertenecían a una de las cuatro escuelas legales ortodoxas de la ley sunita.
La veneración de los santos finalmente se convirtió en una de las prácticas suníes más extendidas durante más de un milenio, antes de que el movimiento salafista se opusiera a ella en el siglo XX, cuyas diversas corrientes la consideran "no islámica y retrógrada... en lugar de parte integral del Islam como lo fueron durante más de un milenio". Como ha señalado Christopher Taylor: "[A lo largo de la historia islámica] una dimensión vital de la piedad islámica fue la veneración de los santos musulmanes... [debido, sin embargo, a] ciertas corrientes de pensamiento dentro de la tradición islámica misma, particularmente pronunciadas en los siglos XIX y XX, [algunos musulmanes en los días modernos] se han resistido a reconocer la existencia de los santos musulmanes por completo o han visto su presencia y veneración como desviaciones inaceptables".

### Judaísmo

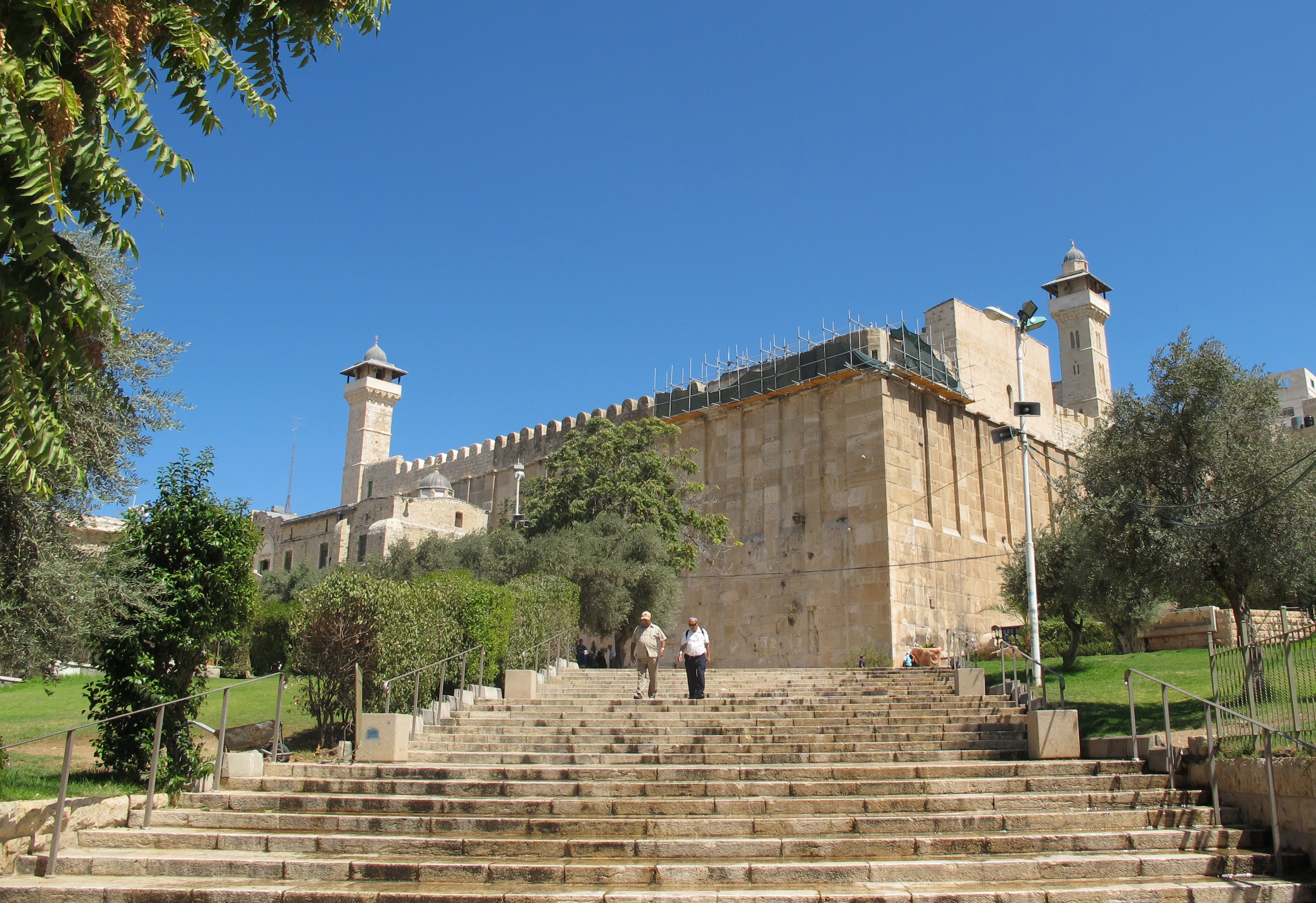
Tumba de los Patriarcas en Hebrón, Estado de Palestina.

En el judaísmo, no existe un reconocimiento clásico o formal de los santos, pero existe una larga historia de reverencia hacia los héroes y mártires bíblicos. Los judíos en algunas regiones, por ejemplo en Marruecos, tienen una larga y extendida tradición de veneración de santos.
Hoy en día es común que algunos judíos visiten las tumbas de muchos líderes judíos justos. La tradición es particularmente fuerte entre los judíos de ascendencia sefardí y los judíos marroquíes como los seguidores del rabino Israel Abuhatzeira (Baba Sali), su tumba se encuentra en la ciudad de Netivot, en Eretz Israel, en un lugar que se ha convertido en un santuario para las oraciones y para los peticionarios, su aniversario o yahrzeit, es el día 4 del mes de Shevat. La tradición es también fuerte entre los judíos asquenazíes como los seguidores del rabino Elimelech de Lizensk, su tumba en Leżajsk, Polonia es visitada por miles de fieles del judaísmo jasídico, especialmente durante su aniversario (yahrzeit). Esto es particularmente cierto en el Levante mediterráneo, donde están enterrados muchos líderes judíos santos llamados tzadikim. La Tumba de los Patriarcas en Hebrón (Palestina), la Tumba de Raquel en Belén (Palestina) y la Tumba de Maimónides (Israel) en Tiberíades son ejemplos de lugares de enterramiento que atraen grandes peregrinaciones en Tierra Santa.
En los Estados Unidos, se encuentra el Ohel, la tumba del Rebe de Jabad-Lubavitch, el rabino Menachem Mendel Schneerson, el Ohel está situado en el cementerio de Queens, donde el Rebe de Jabad está enterrado junto a su suegro, el rabino Iosef Itzjak Schneerson. Durante su vida, el propio Schneerson visitaba con frecuencia la tumba de su suegro, en ese mismo lugar, el Rebe leía cartas y oraciones escritas y luego las colocaba sobre la tumba de su suegro. Hoy en día, los visitantes de la tumba del rabino Schneerson incluyen a judíos de origen ortodoxo, reformista y conservador, así como no judíos. Los visitantes típicamente recitan oraciones de salmos y traen consigo peticiones y oraciones escritas en unas pequeñas notas de papel llamadas kvitel que luego se rompen y se dejan en la tumba del Rebe.

### Hinduismo

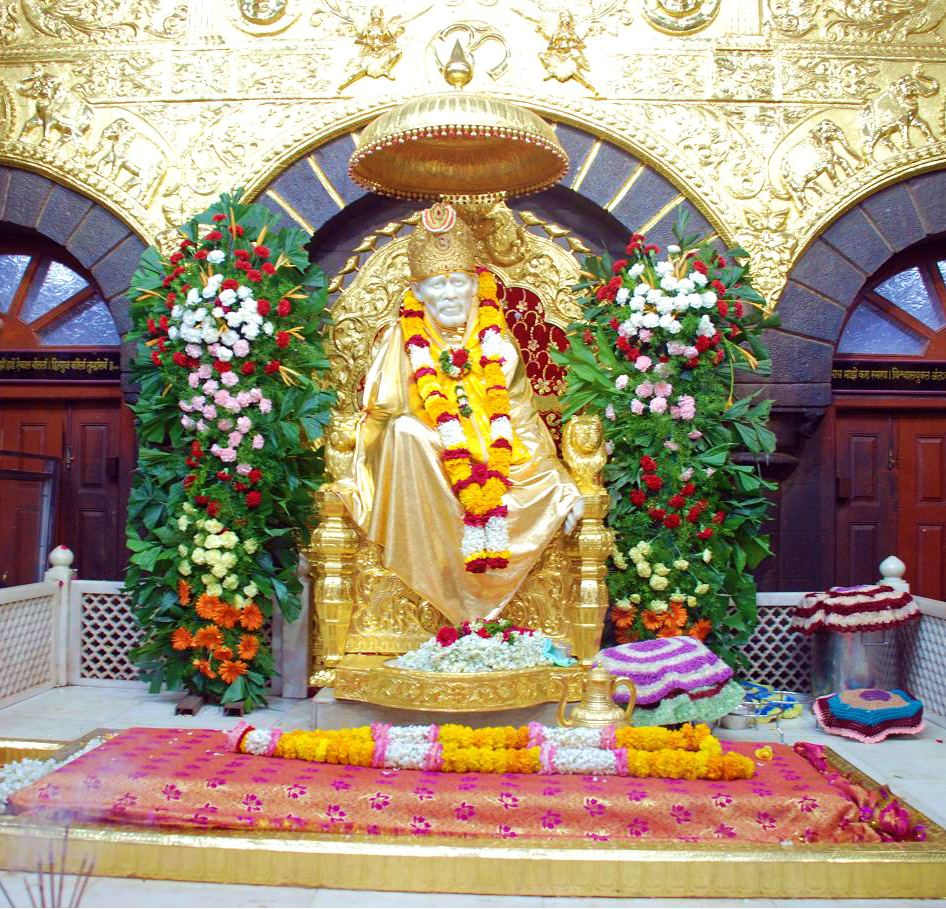
Estatua de Sai Baba de Shirdi venerado en la India.

El hinduismo tiene una larga tradición de veneración de los santos, expresada hacia varios gurús y maestros de santidad, tanto vivos como muertos. La veneración a los sants (santos) y los mahatmas (maestros ascendidos), con la línea que a menudo se vuelve borrosa entre la humanidad y la divinidad en los casos de los hombres y mujeres dioses. Los movimientos Bhakti popularizaron la devoción a figuras santas como sadhus, babas y gurús como modelos que muestran el camino hacia la liberación.

### Budismo
Las dos ramas principales del budismo, Theravada y Mahayana, reconocen como Arhat a aquellos que han alcanzado un alto grado de iluminación. El budismo Mahayana enfatiza particularmente el poder de los santos para ayudar a la gente común en el camino hacia la iluminación. Aquellos que han alcanzado la iluminación y han retrasado su propia iluminación completa para ayudar a otros, se llaman Bodhisattvas. El budismo Mahayana tiene prácticas litúrgicas formales para venerar a los santos, junto con niveles muy específicos de santidad. Los budistas tibetanos veneran especialmente a los lamas, como el Dalái lama, como santos.

### Jainismo
El jainismo reconoce a los tirthankaras, los cuáles son seres que alcanzaron la trascendencia y liberación (moksha) y son, por ello, maestros que enseñaron el camino jainista. Alejados del devenir del cosmos y del suceso cósmico, no intervienen de manera alguna en él, sirven solamente como ejemplos a seguir. Esto último se manifiesta en las ceremonias de ofrendas (Puya), las cuáles constituyen más una renuncia por parte del creyente que una entrega, pues los tirthankaras, son totalmente indiferentes a los asuntos de los hombres y los jainas asumen que son indiferentes a ellos.